# Комуна Сантуарио (Мантова)
Комуна Сантуарио је насеље у Италији у округу Мантова, региону Ломбардија.
Према процени из 2011. у насељу је живело 66 становника. Насеље се налази на надморској висини од 12 м.